# Пайдеский район
Пайдеский район — административно-территориальная единица в составе Эстонской ССР, существовавшая в 1950—1991 годах. Центр — Пайде. Население по переписи 1959 года составляло 30,1 тыс. чел. Площадь района в 1955 году составляла 1167,9 км².

## История
Пайдеский район был образован в 1950 году, когда уездное деление в Эстонской ССР было заменено районным. В 1952 году район был включён в состав Таллинской области, но уже в апреле 1953 года в результате упразднения областей в Эстонской ССР район был возвращён в республиканское подчинение.
28 марта 1962 года к Пайдескому району был присоединён Тапаский район.
В 1991 году Пайдеский район был преобразован в уезд Ярвамаа.

## Административное деление
В 1955 году район включал 1 город (Пайде), 1 посёлок городского типа (Ярва-Яни) и 8 сельсоветов: Ваоский, Вяатсаский, Койгиский, Коэруский, Пайдеский, Пурдиский, Эснаский, Ярва-Яниский.

## СМИ
В советское время в районе издавалась газета «Võitlev Sõna» (Боевое слово).